# Marschlinger Hof 7 (Quedlinburg)

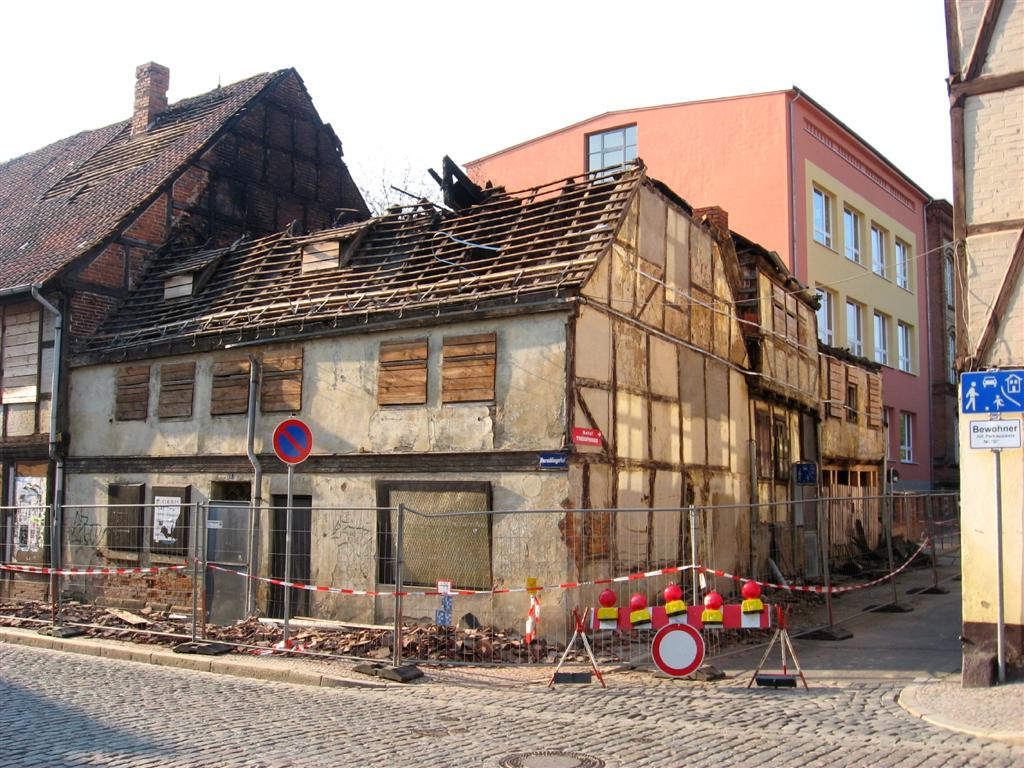
Ruine vom Marschlinger Hof 7, Weingarten 15–16, im Hintergrund die Marktgrundschule (rotes Gebäude); Foto 2011

Das Gebäude Marschlinger Hof 7 im sachsen-anhaltischen Quedlinburg war ein unter Denkmalschutz stehendes Fachwerkhaus aus dem 17. Jahrhundert.

## Lage
Das Wohnhaus befand sich in der Altstadt von Quedlinburg an der Einmündung der Straße Weingarten auf die Straße Marschlinger Hof und war damit ein Teil des UNESCO-Weltkulturerbe.

## Architektur
Das Haus gehörte in Teilen zu den ältesten Bauten in Quedlinburg und war straßenbildprägend. Das Gebäude war im Denkmalverzeichnis der Stadt eingetragen. Es hatte ein schlichtes, aber hohes Krüppelwalmdach und war teilweise verputzt. Im Wesentlichen entstand es in der zweiten Hälfte des 17. Jahrhunderts. Im 19. Jahrhundert erfolgte eine Veränderung der Fassade.

## Geschichte
Das früher als Wohnhaus genutzte Gebäude beherbergte bis Anfang der 1990er-Jahre eine Schusterei. Durch den starken Bevölkerungsrückgang nach der Zeit der Wende stand dieses Gebäude seit Mitte der 1990er Jahre leer.
Gegen 23 Uhr des 13. April 2011 geriet das leerstehende Gebäude in Brand. Durch die typische Haus-an-Haus-Bauweise der Quedlinburger Innenstadt griff das Feuer auf die ebenfalls leerstehenden Häuser Weingarten 16 und 15 über. Trotz des Feuerwehreinsatzes von über 100 Feuerwehrkräften aus acht Orten brannten die Dachstühle nieder und auch die oberen Etagen wurden teilweise zerstört. Das Technische Hilfswerk sicherte die Gebäude. Die Brandursache konnte nicht geklärt werden. Im November und Dezember 2012 wurden schließlich alle drei Gebäude abgerissen. Auf dem Gelände ist zusammen mit dem Nachbargebäude Marschlinger Hof 6 eine Wohnanlage für Betreutes Wohnen durch die Lebenshilfe Quedlinburg errichtet worden, die im November 2016 eingeweiht wurde.